# 즈베즈다 (방송)
전러시아 국립 방송채널 "조국"(러시아어: всероссийский государственный вещательный телеканал «Звезда» 프세로시스카야 고수다르스트벤나야
베샤텔니프 텔레카날 "즈베즈다"[*])는 러시아의 국영 방송으로, 러시아 국방부가 소유하고 있다. 즈베즈다는 러시아어로 "조국"이라 하며, 현재 최고경영자는 그리고리 크리체프스키로, 과거 NTV에서 활동 한 적 있다.
1998년 러시아 국방부 부서인 러시아 국방부 중앙 텔레비전 및 라디오 스튜디오가 새로운 방송 설립을 위한 입찰에 성공하면서 개국 준비를 앞두고 있었으며, 2001년 9월에는 방송이 시작되지 않았는데도 러시아 통신언론부로부터 2주간 시정 경고를 받았다.
이후 2005년 2월 20일 모스크바에서 UHF로 방송을 시작하였으며, 주로 러시아 영화나 군사적인 정보를 다뤘었으나, 2005년부터는 방송시간은 24시간으로 확대, 2006년부터는 방송대역을 전 지역으로 확대하였다.